# Jacob Reich
Jacob Reich (auch: Reichius; * 15. Mai 1635 in Königsberg (Preußen); † 24. Juni 1690 ebenda) war ein deutscher Rhetoriker und Dichter.

## Leben
Reich studierte an der Universität Königsberg und an der Universität Jena. Nachdem er den akademischen Grad eines Magisters der Philosophie erworben hatte, wurde er 1665 Rektor der Provinzialschule in Tilsit. 1667 berief man ihn zum Professor der Rhetorik an der Universität Königsberg. Hier entfaltete er eine außerordentlich rege Tätigkeit als Dichter. In Königsberg kaufte er 1673 eine Druckerei.
Während seiner Königsberger Zeit verfasste er auch Lustspiele, die er nach dem Vorbild von Simon Dach von den Studenten aufführen ließ. Hier können „Ein nachdenkliches Lustspiel von dem deutschen und unüberwindlichen Nestor etc.“ (Königsberg 1683) und „Kunstreden, in welchen einige Schauspiele befindlich“ (Königsberg 1686) angeführt werden. Zudem beteiligte er sich auch an den organisatorischen Aufgaben der Königsberger Hochschule und wurde in den Sommersemestern 1674, 1682 sowie 1690 zum Rektor der Alma Mater gewählt. In seiner letzten Amtszeit verstarb er.

## Werke
- Disp. de dominio supereminenti principum
- Disp. Intercessione tribunitia
- Disp. De re vehiculari
- Ad Plinii Epist. Lib. X epist. 14
- De coronatione regia
- De orgine electorum
- De diplomatibus et Tractoriis Vulgo Post- und Kost-Zetteln. Königsberg 1678
- De professoribus, quando sceptra academica tenuerunt, defunctis
- Geist- und Weltliche Kunst-Reden. Königsberg 1691